# حكومة بن بيتور
حكومة بن بيتور حكومة جزائرية تقلدت السلطة في الفترة الممتدة من 23 ديسمبر 1999 إلى غاية 26 أوت 2000.

## رئيس الحكومة
أحمد بن بيتور

## الطاقم الوزاري
- أحمد أويحي، وزير الدولة، وزير العدل، حافظ الأختام
- نور الدين يزيد زرهوني، وزير الدولة، وزير الداخلية والجماعات المحلية
- يوسف يوسفي، وزير الشؤون الخارجية
- عبد اللطيف بن أشنهو، وزير المالية
- حميد تمار، وزير المساهمة وتنسيق الإصلاحات
- سليم سعدي، وزير الموارد المائية
- نور الدين بوكروح، وزير المؤسسات والصناعات الصغيرة والمتوسطة
- شكيب خليل ،وزير الطاقة والمناجم
- أبو بكر بن بوزيد ،وزير التربية الوطنية
- عبد المجيد تبون، وزير الاتصال والثقافة
- عمار صخري، وزير التعليم العالي والبحث العلمي
- عبد المالك سلال، وزير الشباب والرياضة
- مراد مدلسي، وزير التجارة
- محمد مغلاوي، وزير البريد والمواصلات
- كريم يونس، وزير التكوين المهني
- بوعبد الله غلام الله ،وزير الشؤون الدينية والأوقاف
- عبد القادر بونكراف، وزير السكن
- عبد المجيد مناصرة، وزير الصناعة وإعادة الهيكلة
- سلطاني بوقرة، وزير العمل والحماية الاجتماعية
- جمال ولد عباس، وزير مكلّف بالتضامن الوطني
- محمد الشريف عباس، وزير المجاهدين
- عبد العزيز زياري، وزير منتدب لدى وزير الشؤون الخارجية، مكلف بالجالية الوطنية بالخارج
- السعيد بركات، وزير الفلاحة
- عبد الوهاب دربال، وزير مكلّف بالعلاقات مع البرلمان
- عمارة بن يونس، وزير الصحة والسكان
- محمد علي بوغازي، وزير الأشغال العمومية وتهيئة الإقليم والبيئة والعمران
- لخضر ضرباني، وزير السياحة والصناعة التقليدية
- حميد لوناوسي، وزير النقل
- عمار غول، وزير الصيد البحري والموارد الصيدية
- علي براهيتي، وزيرا منتدبا للميزانية
- شريف رحماني، وزير منتدب لدى رئيس الحكومة، مكلّف بمحافظة الجزائر الكبرى